# MTV (Brésil)
MTV au Brésil est la version brésilienne de MTV, est la plus grande chaîne de divertissement des jeunes dans le pays. MTV au Brésil a été lancée le 20 octobre 1990 en signal ouvert et depuis 1er octobre 2013 comment fonctionne la télévision payante. Elle est née après le retour de la marque MTV par Grupo Abril, qui l'a maintenue à l'antenne sur les chaînes de télévision ouvertes du pays pendant 23 ans, par l'intermédiaire de la défunte MTV Brasil.
Parmi les versions internationales de MTV dans le monde qui ont la plus grande production locale, la version brésilienne occupe la deuxième place, perdant seulement face à sa société mère aux États-Unis d'Amérique. En 2014, il a atteint environ 12,6 millions d’abonnés.

## Arrière-plan
MTV, acronyme de Music Television, est apparu aux États-Unis le 1er août 1981, sous le contrôle de Warner-Amex Satellite Entertainment. Désormais détenue par Viacom, la chaîne payante a révolutionné l'industrie musicale mondiale en popularisant les clips vidéo, qui étaient dirigés par des personnes connues sous le nom de vidéo-jockeys. En 2000, MTV a lancé une nouvelle chaîne en France pour diffuser les programmes des opérateurs de télévision payante. Au Brésil, la société a formé des partenariats avec Rede Bandeirantes pour diffuser des événements tels que des cérémonies de remise de prix.
Les clips musicaux ont atteint le territoire brésilien grâce à l'émission dominicale Fantástico, sur Rede Globo (aujourd'hui TV Globo). Le programme était le seul à produire et à diffuser ce type de produit jusqu'au début des années 1980, lorsque les producteurs indépendants ont voulu s'éloigner du standard de qualité Globo. Au même moment, la chaîne américaine MTV fait son apparition. Tout au long de la décennie, d'autres programmes consacrés à la diffusion de clips musicaux ont vu le jour, tels que Realce (1983) et Vibração (1984) sur TV Record, Clip Trip sur TV Gazeta, Som Pop sur TV Cultura, FMTV et Manchete Clip Show sur Rede Manchete et Clip Clip, diffusé sur Rede Globo.

## Histoire
La station est la propriété du Groupe Abril à travers un accord de licence avec Viacom, propriétaire de MTV Networks et ancien actionnaire minoritaire de MTV Brasil jusqu'en 2009, quand Groupe Abril racheté la participation de Viacom. Un facteur aggravant était le fait que les deux plus grands opérateurs de télévision payante, Sky et NET, qui détenaient à l'époque ensemble 73% du marché brésilien, avaient cessé d'émettre l'année précédente en raison de différends sur le renouvellement du contrat qui incluait les valeurs et l'inclusion des deux autres chaînes du Groupe Abril, FizTV et Ideal TV,,.
MTV a été créée au Brésil à la suite d'un partenariat entre son propriétaire, l'entreprise nord-américaine Viacom, et le groupe de communication brésilien Abril. MTV Brasil a été lancé le 20 octobre 1990, c'était la troisième version de MTV à être lancée dans le monde et pendant plus de 20 ans, elle a été diffusée sur un signal ouvert dans le pays. Son octroi de licence est alors devenu une question de renouvellement périodique de l’accord ; Ce dernier prévoyait qu'elle resterait entre les mains d'Abril jusqu'en 2018. Cependant, à partir de 2010, la chaîne a commencé à faire face à de graves problèmes financiers, qui se sont aggravés en 2011. Début 2012, des rumeurs ont commencé à circuler dans la presse brésilienne sur la fermeture de la chaîne,qui s'est finalement concrétisé fin juillet 2013, lorsque Viacom International Media Networks The Americas (aujourd'hui Paramount Networks Americas) a annoncé qu'elle reprendrait la marque MTV au Brésil.
MTV Brasil contrairement aux autres MTV dans le monde (y compris les MTV France) et comme MTV Italie est un réseau de télévision terrestre, mais est également disponible sur la plupart des systèmes de télévision par câble et rares systèmes de télévision par satellite. Depuis octobre 2013, la chaîne a abandonné le nom « Brasil » et est désormais connue simplement sous le nom de MTV, comme d'autres filiales de la chaîne.
Le réseau est sévèrement critiqué par les blogs brésiliens, car un bloc de musique de grande sur sa programmation. Cependant, 95 % de la programmation sont complétées par des productions locales contrairement à d'autres chaînes de MTV.
MTV Brasil ont également une version locale des Video Music Awards (VMA), le Video Music Brasil (VMB), qui récompense les artistes brésiliens et aussi des artistes internationaux.
Le Grupo Abril, qui a accepté de restituer la marque dans le cadre d'un processus de restructuration de ses opérations, a maintenu son réseau de diffusion et le transfert du signal UHF qu'il utilisait pour diffuser sa chaîne. En annonçant le début de ses opérations, l'entreprise révèle son intention d'atteindre 75% des abonnés de la télévision payante, ce qui représente une portée plus importante que la couverture du mois d'avril. La société a également annoncé son intention de produire plus de 350 heures de contenu national d'ici décembre 2014, avec des versions brésiliennes d'émissions telles que MTV World Stage, Guy Code et Pranked, ainsi que des émissions quotidiennes, des séries, des sports extrêmes et des émissions de téléréalité. Viacom n'a sollicité aucun membre du casting ou de la production de l'ancienne chaîne pour participer au processus de restructuration de l'ancienne MTV Brasil.
Le 14 septembre 2013, MTV a lancé la campagne de lancement, appelée « MTV Ask Mama », dans laquelle Mãe Diná tente de prédire l'avenir de la chaîne. Les appels ont été diffusés par MTV Brasil.
Une minute après la dernière diffusion de MTV à la télévision généraliste à 23h59, le signal du nouveau MTV a été ouvert avec le logo de la station et l'heure à laquelle les diffusions ont commencé. Plus tard, le 1er octobre 2013, l'image a été changée pour une image promotionnelle avec Mãe Dináh en train de se polir les ongles. Une toute nouvelle MTV est lancée, l'ancienne était trop critiquée et ne marchait plus, elle ne diffusait que de la musique.
Le 17 mars 2014, la série The Originals, spin-off de The Vampire Diaries, a été diffusée pour la première fois, devenant ainsi l'un des moments forts de la programmation de la chaîne en 2014 avec des saisons exclusives dans le pays.
Dans le cadre d'une restructuration, la chaîne a commencé à être générée depuis l'Europe à partir du 20 février 2024. Ce changement s'est également produit avec MTV Latinoamérica. En conséquence, une partie de la programmation et des graphiques de la chaîne ont été modifiés. Le changement de signal a été effectué pendant l'émission Tudão MTV,,. En France au-delà de 2024, le Cartoon Network France officiellement fusionné avec l'Europe de l'Ouest, le 25 septembre.

## Identité visuelle

Logo de MTV Brasil de 1999 à 2005.
Logo de MTV Brasil de 2006 à 2007.
Logo de MTV Brasil de 2007 à 2012.
Logo de MTV de 2012 à 2013 comme télévision ouverte et 2013 à 2021 comme la télévision payante.[pas clair]
Logo de MTV depuis 2021

### Graphique
En 2013, les clips musicaux étaient présentés selon le même schéma que sur MTV Brasil sous la direction précédente : chanson, artiste, album et réalisateur, ainsi qu'un « Now » dans le coin supérieur droit. Ces informations étaient affichées dans une barre violette avec des lettres bleu clair (chanson, album et réalisateur) et des lettres blanches (artiste). Contrairement à MTV LA, en 2015, le même design simple et informatif a été conservé. Le design appliqué en Amérique latine occupait presque tout l'écran avec seulement l'artiste et la chanson. En 2017, de nouveaux graphismes ont été appliqués à tous les sièges sociaux et avec eux est venu le graphisme traditionnel en lettres minuscules et en jaune et noir, avec seulement les informations : « Maintenant », artiste et chanson. Au Brésil, à l'été 2019, la couleur rose a été utilisée dans le graphisme, revenant à la couleur traditionnelle en fin de saison. Uniquement sur MTV Mexique (Nord), le même graphique utilisé au Brésil est utilisé, sur MTV Argentine (Sud), il est divisé par couleurs (bleu, vert et rose) pour certains programmes, mais le même graphique en jaune et noir est également utilisé. Le 28 octobre 2021 (dans le cadre des changements graphiques pour célébrer le 40e anniversaire de MTV, également sur MTV Latina ou ou a lancé le nouveau logo en septembre sur MTV France), le graphique a été changé en une animation en forme d'étiquette, en rouge, conservant les lettres minuscules de l'artiste/de la chanson et défilant, comme présenté sur MTV Hits. Les MTV d'Amérique Latine sont les seules à avoir ce look, alors qu'en Europe, il est présenté sur deux lignes en gardant le "Agora" (Now), avec le nom de l'artiste sur la première ligne et la chanson sur la seconde. 
Le 19 février 2024, les premiers tests de standardisation des flux et de la nouvelle grille des programmes musicaux ont eu lieu. Le lendemain, le 20 février, lors du lancement de Tudão MTV, les graphismes utilisés dans le flux européen du clip « Houdini » de Dua Lipa ont été présentés. Les brèves informations du programme ont été conservées dans le coin supérieur gauche, sans toutefois utiliser de lettres majuscules (Agora/Programa), et dans les graphiques vidéo, les informations « Now » sont renvoyées, avec le nom de l'artiste, initialement, avec un bref effet de transition vers le nom de la chanson. À la fin de la vidéo, « Next » a été incorporé, suivi d'informations sur l'artiste et la chanson qui seront diffusées dans la séquence, qui est utilisée dans le flux européen.
Certaines vidéos qui étaient normalement montrées avec des informations complètes ont commencé à être montrées uniquement avec le nom de famille de l'artiste et les vidéos qui manquaient de ces informations ont été montrées dans leur intégralité. Le même jour, le flux a également été intégré au signal panrégional d'Amérique latine (Mexique et Argentine) et les mêmes problèmes ont également été observés dans les crédits vidéo. La seule différence visible est l'information du programme, qui est fixée dans le coin supérieur gauche. Le 10 mars 2025, un an après la migration vers le signal global, les informations vidéo ont été mises à jour pour afficher le nom complet de l'artiste, ce changement s'est également produit dans le signal latin.

### Slogans
- 1990–1991: Te vejo na MTV (On se voit sur MTV)
- 1991–1997: MTV, sempre na linha (MTV, toujours en ligne)
- 1997–1998: MTV, a sua casa (MTV, votre maison)
- 1998–2002: MTV Brasil, na sua língua (MTV Brasil, dans votre langue)
- 2002–2004: Música e atitude (Musique et attitude)
- 2004–2006: Veja na MTV (Regardez sur MTV)
- 2006–2008: MTV, só os melhores (MTV, seulement le meilleur)
- 2008–2009: Transformação pela raiz (Transformation à la racine)
- 2009–2010: Você está aqui (Vous êtes ici)
- 2010–2011: MTV, o canal dos ovos de ouro (MTV, la chaîne aux œufs d'or)
- 2011: Música para tudo (De la musique pour tout)
- 2011–2013: A música não para (La musique ne s'arrête pas)
- 2013: Pronta pra outra (Prêt pour un autre)
- 2013–2014: Pronta pra suar (Prêt à transpirer)
- 2014: MTVzando Tudo (MTVing Tout)
- 2014–2015: MTV, Dando um Tapa no seu Bode (MTV, Tape ta chèvre)
- 2016: Tudo isso e Mto + na MTV (Tout cela et bien + encore sur MTV)
- 2016–2017: Refresca (Rafraîchir)
- 2019: #TamoJunto na MTV (depuis 2017, il a cessé de diffuser des slogans à l'antenne)

## Controverses

### Dessins animés pour adultes
Dans les années 1990, MTV Brasil a suivi la tendance en diffusant des dessins animés pour adultes, tels que Beavis and Butt-Head, Daria et, principalement, South Park. À l’époque, le concept d’animation pour adultes n’était pas connu au Brésil et même l==es dessins animés comme Les Simpson étaient considérés comme enfantins. Le rejet du public et des critiques spécialisées fut immédiat et de telles animations ne durèrent pas longtemps sur la grille de la chaîne malgré les audiences élevées.
Plus tard, MTV Brasil relancera le concept avec la Megaliga MTV de VJs Paladinos et Fudêncio e Seus Amigos.

### Classification indicative
Non seulement dans les animations et productions américaines de MTV, la présence de jurons sur MTV Brasil était constante à presque tout moment de la journée. Plusieurs programmes de MTV au Brésil ont été reclassés par le système de notation brésilien. 
En 2007, alors qu'Abert était impliqué dans des controverses contre le système, MTV Brasil le défendait.

### Message subliminal
En 2002, le 12e Tribunal Civil de São Paulo a rendu une injonction préliminaire contre Abril Radiodifusão S.A. de payer 7,4 millions de réaux pour chaque mois durant lequel une vignette était diffusée où, si l'on s'arrêtait à chaque image, on pouvait voir des photos de femmes dans des situations sexuelles impliquant du sadomasochisme,.

### Desliga a televisão e vá ler um livro!
En 2004, MTV Brasil a commencé à diffuser une vignette avec les mots: Tédio, falta de criatividade, confusão, burrice, conformismo... desliga a televisão e vá ler um livro! [En traduction, Ennui, manque de créativité, confusion, stupidité, conformisme... éteignez la télévision et allez lire un livre !]
La vignette a été montrée dans différentes versions - la plus controversée est restée à l'écran pendant environ 15 minutes avec l'ordre de la dernière phrase.
À l’époque, on estimait que 14 % des téléspectateurs ayant assisté à la vignette avaient éteint leur télévision.

### Livre d'un ancien réalisateur
Zico Góes, l'ancien directeur de la programmation de MTV Brasil, a publié un livre sur l'histoire, les coulisses et les moments clés de la chaîne, sous le titre « MTV Bota Essa P#@% Pra Funcionar ».
Dans le livre, l'ancien réalisateur accuse Internet d'être responsable de l'échec de MTV. Elle aurait été responsable du déclin des vidéoclips, qui étaient le produit principal de la chaîne, conduisant les maisons de disques à perdre tout intérêt à emmener des artistes enregistrer au format « Acoustic », et aussi de la baisse des revenus publicitaires.
Selon lui, la chaîne américaine MTV a également été confrontée à des difficultés en raison de l'utilisation généralisée d'Internet, mais a réussi à se réinventer.

### Caetano Veloso
Le chanteur Caetano Veloso s'est montré stressé au VMB 2004, où il a interprété la chanson Nothing but flowers avec David Byrne. La première fois, le son a présenté un retour d'information, un problème qui s'est répété lors de la deuxième tentative. L'erreur a provoqué la colère du chanteur de Bahia, qui a crié:Pessoal da Eme Tê Vê (sic), vergonha na cara, vamo (sic) começar de novo e bota essa porra pra funcionar direito, pra gente cantar certo nessa porra! [En traduction, Gens d'Em Tê Ver (sic), honte à vous, recommençons et faisons fonctionner cette merde correctement, pour qu'on puisse chanter correctement dans cette merde !]
En raison d'une erreur technique, l'incident a entraîné la suspension de la diffusion de l'émission, passant aux publicités, et Caetano et David ont réussi à chanter après leur retour. Plus tard, Zico Góes, l'ancien directeur de MTV Brasil, a révélé dans le livre « MTV, Bota Essa P Pra Funcionar » que le microphone à l'origine du problème avait été ouvert par les propres roadies de Caetano.

## Portal MTV
Portal MTV était le site Web officiel de MTV Brasil dans sa première phase, pendant la gestion de la chaîne par Grupo Abril, d'octobre 1990 à septembre 2013.
Au fil des années et à mesure que l’audience et l’importance d’Internet au Brésil ont augmenté, MTV a cherché à suivre les tendances de l’époque. En 1998, il annonce le lancement d'un programme, « Blá Blá Blá », dans lequel « les téléspectateurs pourront commenter, via la page d'accueil de la station (www.mtv.com.br), les clips diffusés en même temps ». Le site Web de MTV Brasil a reçu des reconnaissances telles que iBest 2001, un concours qui a récompensé les meilleurs sur Internet, dans les catégories Meilleur design (jury populaire), Site Web musical (jury populaire) et Télévision (jurys officiel et populaire).
Le site lui-même est devenu une émission de télévision : « Portal MTV », qui simulait une mini-grille de programmation, mêlant animation, fiction, documentaires et parodies commerciales. Elle a été diffusée du lundi au jeudi, à 00h15, avec une sélection de productions du site officiel de la chaîne.
La chaîne a cessé d'être diffusée, ainsi que le site officiel de MTV Brasil, le 30 septembre 2013. Le lendemain, le 1er octobre, à 21h30, la nouvelle MTV brésilienne a été diffusée, cessant d'être une chaîne de télévision ouverte et devenant disponible uniquement dans les forfaits de télévision par abonnement payant.

## De Férias com o Ex
De Férias com o Ex est une émission de téléréalité brésilienne diffusée depuis 2016. L'émission est adaptée d'un format britannique, Ex on the Beach. avec les sept saisons enregistrées au Brésil. Après ces années, il a déménagé en Colombie, en partenariat avec Paramount+, où il s'appelait De Férias com o Ex Caribe,, et aussi, De Férias com o Ex Diretoria, dans un format compétitif,.
| #         | Lancement    | Finale      | Destination   |
| --------- | ------------ | ----------- | ------------- |
| Brasil 1  | 13 octobre   | 15 décembre | Praia de Pipa |
| Brasil 2  | 19 octobre   | 21 décembre | Praia de Pipa |
| Brasil 3  | 27 septembre | 13 décembre | Ilhéus        |
| Brasil 4  | 25 avril     | 11 juillet  | Ilhabela      |
| Brasil 5  | 3 octobre    | 19 décembre | Trancoso      |
| Brasil 6  | 21 mai       | 6 août      | Jericoacoara  |
| Brasil 7  | 8 avril      | 24 juin     | Ilhabela      |
| Caribe 1  | 13 janvier   | 31 mars     | Cartagena     |
| Caribe 2  | 15 novembre  | 22 décembre | Cartagena     |
| Caribe 3  | 19 octobre   | 11 janvier  | Cartagena     |
| Diretoria | 6 juin       | 22 août     | Maragogi      |
| Caribe 4  | 22 mai       | juillet     | Cartagena     |